# Zorra Total
Zorra Total est une émission de télévision humoristique brésilienne diffusée depuis le 25 mars 1999 sur le réseau de télévision Globo. Elle est diffusée chaque semaine le samedi soir, entre 22 et 23 heures.
L'émission, d'une durée d'environ une heure, est composée de plusieurs sketchs humoristiques parodiques interprétés par une troupe de comédiens réguliers. La troupe est notamment composée de Rodrigo Sant' Anna, Thalita Carauta, Fabiana Karla, Cláudia Rodrigues, Paulo Silvino et Nelson Freitas. L'émission est dirigée par Maurício Sherman.
Zorra Total était considéré en 2006 comme le programme humoristique de la télévision brésilienne ayant la plus forte audience après la série télévisée A Grande Família. 